# British Comedy Awards 2002
La XIII edizione dei British Comedy Awards si tenne nel 2002 e venne presentata da Jonathan Ross.

## Vincitori
- Miglior commedia televisiva esordiente - The Kumars at No. 42
- Miglior attore in una commedia televisiva - Ricky Gervais
- Miglior attrice in una commedia televisiva - Kathy Burke
- Miglior debutto in una commedia televisiva - Kris Marshall
- Miglior personalità in una commedia di intrattenimento - Graham Norton
- Miglior commedia televisiva - The Office
- Miglior commedia drammatica - Auf Wiedersehen, Pet
- Miglior commedia di intrattenimento - V Graham Norton
- Miglior serie-commedia internazionale - Six Feet Under
- Premio scelta del pubblico - Peter Kay's Phoenix Nights
- Miglior scrittore - Peter Kay
- Premio alla carriera - Michael Palin